# Amerikanska medelhavet

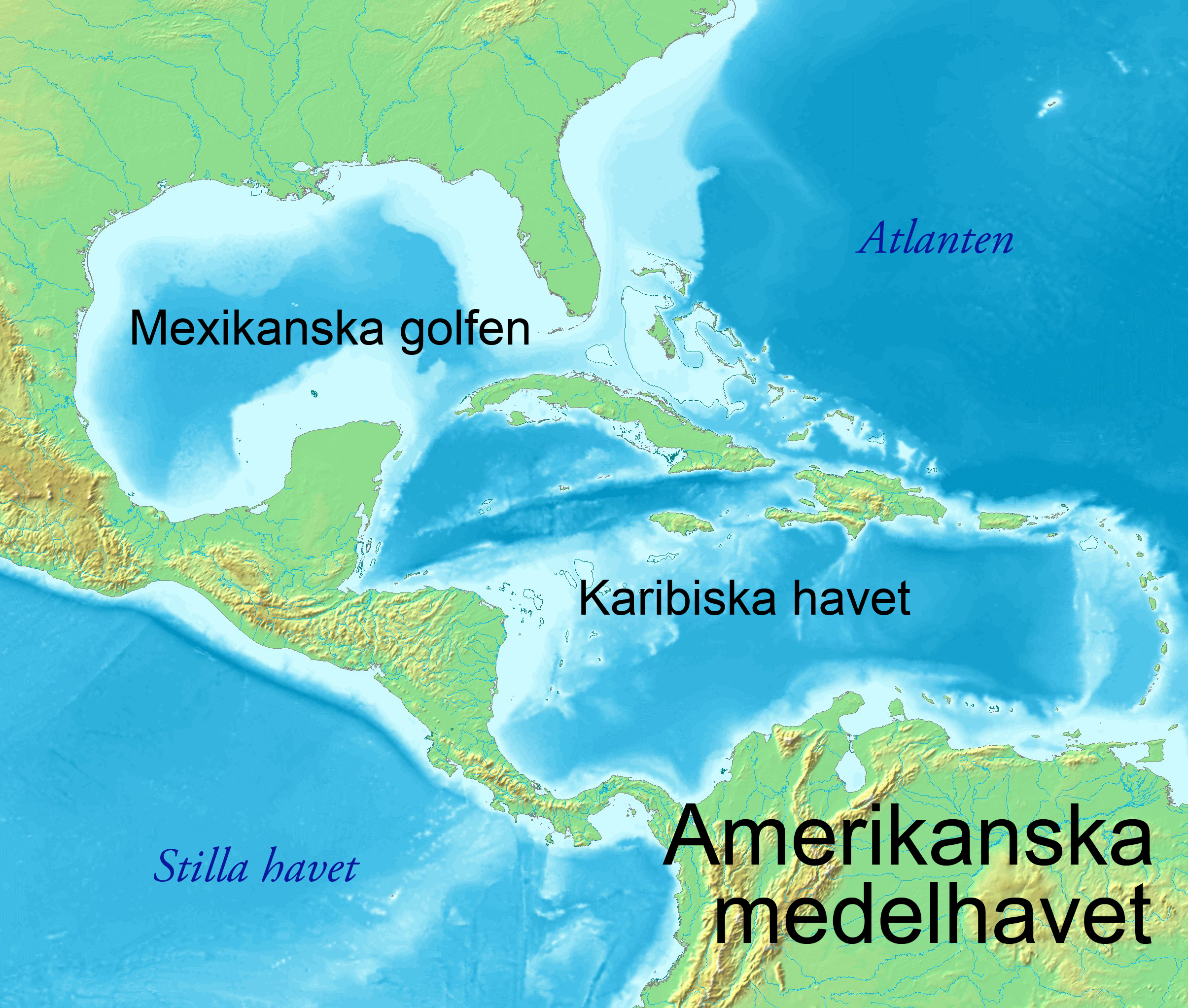
Amerikanska medelhavet.

Amerikanska medelhavet kallas det medelhav som är beläget mellan Nordamerika och Sydamerika. Det består av två delar – Mexikanska golfen i norr och Karibiska havet i söder. De båda delarna skiljs åt av Kuba och Yucatánhalvön samt förenas via Yucatánsundet.